# Franco Trappoli

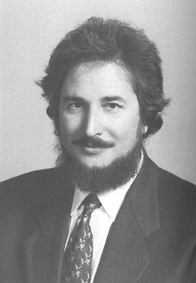
Franco Trappoli

Franco Trappoli (* 5. November 1947 in Orvieto, Italien) ist ein italienischer Politiker der Sozialistischen Partei Italiens (PSI). Von 1980 bis 1983 war er Bürgermeister von Fano, einer kleinen Stadt an der Adria und wurde zweimal in die Abgeordnetenkammer gewählt.

## Leben
Trappoli wurde 1947 in Orvieto, einer Stadt im Südwesten Umbriens in der Provinz Terni in Italien geboren. Nach dem Abitur in Orvieto studierte er Betriebswirtschaftslehre. Wegen seiner religiösen Zugehörigkeit zum Buddhismus wurde er in Italien sehr bekannt. Trappoli war der erste buddhistische Abgeordnete in Italien.